# Setting
Setting is een term uit de narratologie waarmee aangeduid wordt waar, wanneer en onder welke omstandigheden de gebeurtenissen in een verhaal plaatsvinden. 
Met de setting wordt dus de achtergrond, het decor, beschreven waartegen het verhaal zich zal afspelen. Meestal gebeurt dit reeds vroeg in het verhaal, gedurende de expositie waarin de belangrijkste personages worden geïntroduceerd.
Ook in de psychotherapie en  psychofarmacologie is setting een belangrijke term omdat die mede bepalend is voor de ervaring en de uiteindelijke effectiviteit.